# Тихановка (Пермский край)
Тихановка — село в Кунгурском районе Пермского края, входящее в состав Неволинского сельского поселения.

## География
Село находится в южной части Кунгурского района менее чем в 1 километре от деревни Тёплая на юг.

## Климат
Климат умеренно-континентальный с продолжительной снежной зимой и коротким, умеренно-тёплым летом. Средняя температура июля составляет +17,8 °С, января −15,6 °С. Среднегодовая температура воздуха составляет + 1,3°С. Средняя продолжительность периода с отрицательными температурами составляет 168 дней и продолжительность безморозного периода 113 дней. Среднее годовое количество осадков составляет 539 мм.

## История
Село известно с 1647 года как «деревня Тихонова на Бору». До 2018 года входило в состав Тихановского сельского поселения, после упразднения которого входит в состав Неволинского сельского поселения.

## Население
Постоянное население составляло 143 человека в 2002 году (94 % русские), 112 человек в 2010 году.